# 世界知的財産の日
世界知的財産の日（せかいちてきざいさんのひ World Intellectual Property Day）は、知的財産が日常生活で果たす役割についての理解を深め、発明者や芸術家の社会の発展への貢献を記念するために、世界知的所有権機関 (WIPO) が2000年に制定した記念日。4月26日。この日には、世界知的所有権機関及び世界各国で種々の記念行事が開催される。なおWorld Intellectual Property Dayの日本語名は、2022年より「世界知的所有権の日」から「世界知的財産の日」に変更されている。
WIPO加盟国・地域による世界知的所有権の日への参加は、2000年の開始以来増加している。初年には59の加盟国・地域が、5年後の2005年には110の加盟国・地域が、世界知的所有権の日の公式行事を報告した。そして2022年には、189の加盟国・地域が公式記念イベントに参加した。

## 沿革
1970年
- 4月 世界知的所有権機関（WIPO）発足

1988年9月
- 第33回WIPO加盟国総会での声明において、アルジェリア国立工業所有権機関（INAPI）事務局長が世界知的所有権の日の制定を提案した[5]。

1999年4月7日
- WIPO事務局長宛ての書簡において、アモール・ブーニクINAPI事務局長は、このような日を制定する目的は、流動性や認識を拡大するための枠組みを設けること、イノベーションの促進という面へのアクセスを開放すること、世界中の知的財産を推進する人々の功績を称えること、にあると指摘した[6]。

1999年8月9日
- Jiang Ying 中華人民共和国国家知識産権局長官からの書簡において、中国代表団が、WIPOが設立30周年記念日（4月26日）を「世界知的所有権の日」の記念行事として採択することを提案した。
- Jiang Ying長官は、その目的について、知的財産保護の認識をさらに促進すること、知的財産保護の影響力を全世界に拡大すること、各国に知的財産保護に関する法及び規制の周知と普及を促すこと、知的財産権に対する国民の法的認識を高めること、各国の発明・イノベーション活動を奨励すること、知的財産分野における国際連携を強化すること、にあると指摘した[7]。

2000年
- 9月末から10月にかけて行われた第26回WIPO加盟国総会において、4月26日を「世界知的所有権の日」とすることが承認された[8]。

2022年
- World Intellectual Property Dayの日本語名が「世界知的所有権の日」から「世界知的財産の日」に変更となった。

## 歴代テーマ
毎年、イベントに関連したメッセージやテーマが掲げられている：
- 2025年 : 知財と音楽－知財のリズムを感じて
- 2024年：知財とSDGs―イノベーションと創造力で築く地球の未来[9]
- 2023年：女性と知財―イノベーションと創造性を加速する力[10]
- 2022年：IP and Youth―より良い未来のためのイノベーション[11]
- 2021年：知的財産(IP)と中小企業―あなたのアイデアで新しい事業を[12]
- 2020年：環境に優しい未来のために革新する[13]
- 2019年：金を目指して―知的財産とスポーツ[14]
- 2018年：変革の推進―イノベーションと創造において活躍する女性[15]
- 2017年：生活を改善するイノベーション
- 2016年：Digital Creativity: Culture Reimagined（原文）
- 2015年：起きろ、立ち上がれ。音楽のために。[16]
- 2014年：映画―グローバル・パッション（仮訳）
- 2013年：Creativity – The Next Generation
- 2012年：Visionary Innovators
- 2011年：Designing the Future
- 2010年：Innovation – Linking the World
- 2009年：Green Innovation
- 2008年：Celebrating innovation and promoting respect for intellectual property
- 2007年：Encouraging Creativity
- 2006年：It Starts with an Idea
- 2005年：Think, Imagine, Create
- 2004年：Encouraging Creativity
- 2003年：Make Intellectual Property Your Business
- 2002年：Encouraging Creativity
- 2001年（第1回）：未来は今日創造する[17]